# 간다쓰역
간다쓰역(일본어: 神立駅, かんだつえき)은 일본 이바라키현 쓰치우라시 있는 동일본 여객철도의 철도역이다. 역 부지 일부는 가스미가우라시에 해당한다.

## 역 구조
단식 승강장 1면 1선, 섬식 승강장 1면 2선, 총 2면 3선을 가지고 있는 지상역이다.

### 승강장
| 1 | ■ 조반선 | 도모베 · 미토 · 다카하기 · 이와키 방면                                             |
| 2 | ■ 조반선 | (하행) 도모베 · 미토 · 다카하기 · 이와키 방면 (대피선)                             |
| 2 | ■ 조반선 | (상행) 쓰치우라 · 마쓰도 · 우에노 · 도쿄 · 시나가와 방면 (대피선) (우에노도쿄라인) |
| 3 | ■ 조반선 | 쓰치우라 · 마쓰도 · 우에노 · 도쿄 · 시나가와 방면 (우에노도쿄라인)                 |

## 역사
- 1895년 11월 4일 - 일본 철도의 역으로서 개업하였다.
- 1906년 11월 1일 - 일본 철도의 국유화에 따라 국유철도의 소속이 되었다.
- 1987년 4월 1일 - 민영화에 따라 동일본 여객철도의 소속이 되었다.
- 2001년 11월 18일 - 스이카의 사용이 개시되었다.

## 인접역
| 동일본 여객철도        | 동일본 여객철도 | 동일본 여객철도        |
| ---------------------- | --------------- | ---------------------- |
| 쓰치우라 시나가와 방면 | ■조반선         | 다카하마 다카하기 방면 |